# Nick Adams (acteur)
Pour les articles homonymes, voir Nick Adams et Adams.
Nick Adams est un acteur américain d'origine ukrainienne, né le 10 juillet 1931 à Nanticoke (Pennsylvanie) et mort le 7 février 1968 à Beverly Hills.
Il joue dans plusieurs films hollywoodiens dans les années 1950 et 1960, ainsi que dans la série télévisée The Rebel (1959). Des décennies après sa mort d'une surdose de médicaments à l'âge de 36 ans, ses amitiés largement médiatisées avec James Dean et Elvis Presley ont suscité des spéculations sur sa vie privée et les circonstances de sa mort. Dans un synopsis de AllMovie pour le dernier film de Nick Adams, le critique Dan Pavlides écrit : « En proie à des excès personnels, on se souviendra de lui autant pour ce qu'il aurait pu faire au cinéma que pour ce qu'il a laissé derrière lui ».

## Filmographie
- 1952 : Somebody Loves Me (en) d'Irving Brecher (en) : Western Union boy
- 1955 : Strange Lady in Town de Mervyn LeRoy : Billy the Kid
- 1955 : Permission jusqu'à l'aube (Mister Roberts) de John Ford : Reber
- 1955 : La Fureur de vivre (Rebel Without a Cause) de Nicholas Ray : Chick
- 1955 : La Peur au ventre (I Died a Thousand Times) de Stuart Heisler : Bellboy
- 1955 : Picnic de Joshua Logan : Bomber
- 1956 : Our Miss Brooks d'Al Lewis : Gary Nolan
- 1956 : A Strange Adventure de William Witney : Phil Davis
- 1956 : La Dernière Caravane (The Last Wagon) de Delmer Daves : Ridge
- 1956 : Géant (Giant) de George Stevens : Jett Rink (post-synchronisation, dans certaines scènes, de James Dean, après le décès de ce dernier)
- 1957 : Fury at Showdown (en) de Gerd Oswald : Tracy Mitchell
- 1957 : Le Grand Chantage (Sweet Smell of Success) d'Alexander Mackendrick : Le client qui achète un Hot-Dog
- 1958 : Sing Boy Sing (en) d'Henry Ephron : C.K. Judd
- 1958 : Le Chouchou du professeur (Teacher's Pet) de George Seaton : Barney Kovac
- 1958 : Deux farfelus au régiment (No Time for Sergeants) de Mervyn LeRoy : Pvt. Benjamin B. 'Ben' Whitledge
- 1959 : Confidences sur l'oreiller (Pillow Talk), de Michael Gordon : Tony Walters
- 1959 : La police fédérale enquête (The FBI Story) de Mervyn LeRoy : John Gilbert ('Jack') Graham
- 1962 : L'enfer est pour les héros (Hell Is for Heroes) de Don Siegel : Homer
- 1962 : The Interns de David Swift : Dr Sid Lackland
- 1963 : Un homme doit mourir (The Hook) de George Seaton : Soldat V.R. Hackett
- 1963 : Le Motel du crime (Twilight of Honor) de Boris Sagal : Ben Brown
- 1964 : The Young Lovers (en) de Samuel Goldwyn, Jr. (en) : Tarragoo
- 1965 : Young Dillinger (en) de Terry O. Morse : John Dillinger
- 1965 : Frankenstein vs. Baragon (Furankenshutain tai chitei kaijû Baragon) d'Ishirō Honda : Dr James Bowen
- 1965 : Le Messager du diable (Die, Monster, Die!) de Daniel Haller : Stephen Reinhart
- 1965 : Invasion Planète X (Kaiju Daisenso) d'Ishirō Honda : Astronaute Glenn Amer
- 1966 : Don't Worry, We'll Think of a Title d'Harmon Jones : KEB agent
- 1966 et 1968 : Les Mystères de l'Ouest (The Wild Wild West), de Michael Garrison (série TV)
  - La Nuit du Bison à deux Pattes (The Night of the Two-Legged Buffalo), Saison 1 épisode 23, d'Edward Dein (1966) : Prince
  - La Nuit des Vipères (The Night of the Vipers), Saison 3 épisode 18, de Marvin J. Chomsky (1968) : Shériff Dave Cord
- 1967 : Kokusai himitsu keisatsu: Zettai zetsumi de Senkichi Taniguchi : John Carter
- 1968 : Fever Heat de Russell S. Doughton : Ace Jones
- 1968 : Mission Mars de Nick Webster : Nick Grant
- 1968 : Los asesinos de Jaime Salvador : Shannon

### Télévision
- 1958 - 1959 : Au nom de la loi (Wanted Dead or Alive) (série TV) Saison 1 épisode 1 : Andy Martin